# Maluro (Lore I)
Maluro ist ein Dorf und eine Aldeia in der osttimoresischen Gemeinde Lautém.

## Geographie

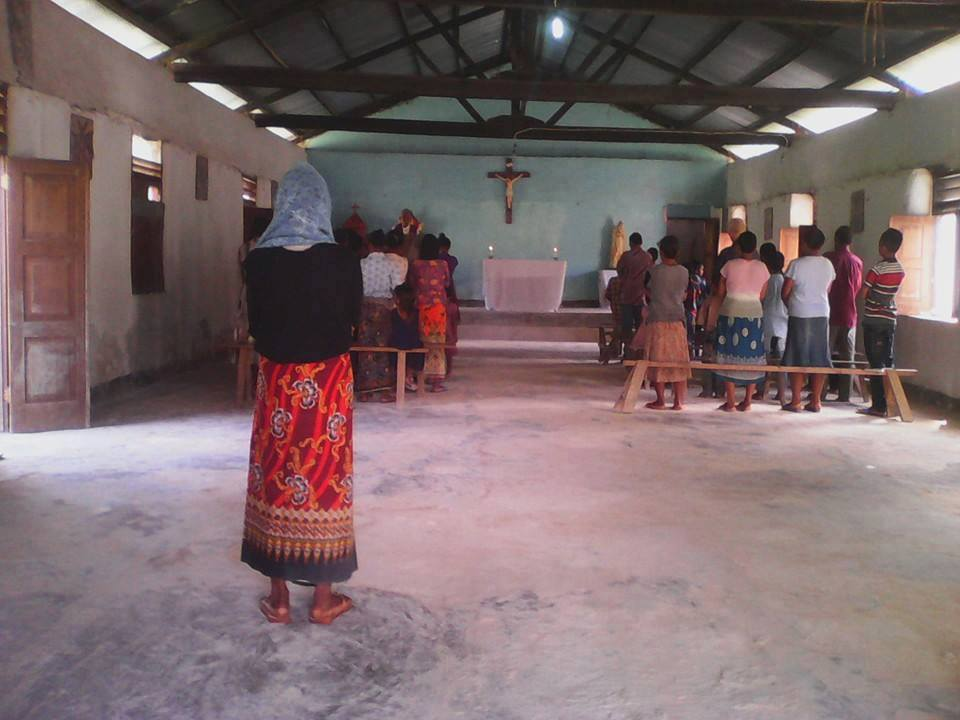
In der Kapelle von Maluro

Maluro liegt im Zentrum des Sucos Lore I (Verwaltungsamt Lospalos), an der Südküste Timors. Das Dorf liegt an der Straße, die nach Süden zum Ort Lore und nach Norden zur Gemeindehauptstadt Lospalos führt. Westlich von Maluro befinden sich die kleineren Dörfer Otcho-Tchau und Nualata, nördlich Raca, Tchai und Ilicoa.